# 26. Golden Globe-gála
A 26. Golden Globe-gálára 1969. február 24-én került sor, az 1968-ban mozikba, vagy képernyőkre került amerikai filmeket, illetve televíziós sorozatokat díjazó rendezvényt a kaliforniai Beverly Hillsben, a Beverly Hilton Hotelben tartották meg.
A 26. Golden Globe-gálán Gregory Pack vehette át a Cecil B. DeMille-életműdíjat.

## Filmes díjak
A nyertesek félkövérrel jelölve.
| Legjobb filmes díjak | Legjobb filmes díjak |
| Legjobb filmdráma | Legjobb vígjáték vagy zenés film |
| --- | --- |
| - Az oroszlán télen - Charlie – Virágot Algernonnak - Az ezermester - Magányos vadász a szív - A halász cipője                                                                                             | - Oliver - Szivárványvölgy - Funny Girl - Furcsa pár - Enyém, Tied, Miénk |
| Legjobb filmes alakítások (filmdráma) | |
| Színész | Színésznő |
| - Peter O’Toole – Az oroszlán télen - Alan Arkin – Magányos vadász a szív - Alan Bates – Az ezermester - Tony Curtis – A bostoni fojtogató - Cliff Robertson – Charlie – Virágot Algeronnak                | - Joanne Woodward – Rachel, Rachel - Mia Farrow – Rosemary gyermeke - Katharine Hepburn – Az oroszlán télen - Vanessa Redgrave – Isadora - Beryl Reid – George nővér meggyilkolása                                          |
| Legjobb filmes alakítások (vígjáték vagy zenés film) | |
| Színész | Színésznő |
| - Ron Moody – Oliver - Fred Astaire – Szivárványvölgy - Jack Lemmon – Furcsa pár - Walter Matthau – Furcsa pár - Zero Mostel – Producerek                                                                  | - Barbra Streisand – Funny Girl - Julie Andrews – Star! - Lucille Ball – Enyém, Tied, Miénk - Petula Clark – Szivárványvölgy - Gina Lollobrigida – Jó estét, Mrs. Campbell!                                                 |
| Legjobb mellékszereplők (filmdráma, vígjáték vagy zenés film) | |
| Színész | Színésznő |
| - Daniel Massey – Star! - Beau Bridges – For Love of Ivy - Ossie Davis – Skalpvadászok - Hugh Griffith – Az ezermester - Hugh Griffith – Oliver - Martin Sheen – The Subject Was Roses                     | - Ruth Gordon – Rosemary gyermekei - Barbara Hancock – Szivárványvölgy - Abbey Lincoln – For Love of Ivy - Sondra Locke – Magányos vadász a szív - Jane Merrow – Az oroszlán télen                                          |
| Egyéb | |
| Legjobb rendező | Legjobb forgatókönyv |
| - Paul Newman – Rachel, Rachel - Anthony Harvey – Az oroszlán télen - Carol Reed – Oliver - William Wyler – Funny Girl - Franco Zeffirelli – Rómeó és Júlia                                                | - Stirling Silliphant – Charlie – Virágot Algeronnak - Dalton Trumbo – Az ezermester - James Goldman – Az oroszlán télen - Mel Brooks – Producerek - Roman Polanski – Rosemary gyermekei                                    |
| Legjobb eredeti filmzene | Legjobb eredeti filmbetétdal |
| - Alex North – A halász cipője - Sherman Brothers – Csodakocsi - Nino Rota – Rómeó és Júlia - Krzysztof Komeda – Rosemary gyermekei - John Barry – Az oroszlán télen - Michel Legrand – A Thomas Crown-ügy | - „The Windmills of Your Mind” – A Thomas Crown-ügy - „Buona Sera, Mrs. Campbell” – Jó estét, Mrs. Campbell! - „Chitty Chitty Bang Bang” – Csodakocsi - „Funny Girl” – Funny Girl - „Star” – Star!                          |
| Legjobb idegen nyelvű film (eredeti nyelvű) | Legjobb idegen nyelvű film (angol nyelvű) |
| - Háború és béke – Szovjetunió - A menyasszony feketében – Franciaország - Találkoztam boldog cigányokkal is – Jugoszlávia - Szégyen – Svédország - Lopott csókok – Franciaország                          | - Rómeó és Júlia – Olaszország/Egyesült Királyság - Benjamin ou Les mémoires d'un puceau – Franciaország - Jó estét, Mrs. Campbell! – Egyesült Királyság - Joanna – Egyesült Királyság - Szegény tehén – Egyesült Királyság |

## Televíziós díjak
A nyertesek félkövérrel jelölve.
| Legjobb televíziós sorozat | Legjobb televíziós sorozat |
| --- | --- |
| - Rowan & Martin's Laugh-In - The Carol Burnett Show - The Doris Day Show - Julia - The Name of the Game                                                                   | |
| Legjobb alakítás televíziós sorozatban | |
| Színész | Színésznő |
| - Carl Betz – Judd for the Defense - Raymond Burr – Ironside - Peter Graves – Mission: Impossible - Dean Martin – The Dean Martin Show - Efrem Zimbalist, Jr. – The F.B.I. | - Diahann Carroll – Julia - Doris Day – The Doris Day Show - Hope Lange – A kísértet és Mr. Muir - Elizabeth Montgomery – Bewitched - Nancy Sinatra – The Nancy Sinatra Show |

## Különdíjak

### Cecil B. DeMille-életműdíj
A Cecil B. DeMille-életműdíjat Joan Crawford vehette át.

## Fordítás
Ez a szócikk részben vagy egészben  a(z)   26th Golden Globe Awards című angol Wikipédia-szócikk fordításán alapul.  Az eredeti cikk szerkesztőit annak laptörténete sorolja fel. Ez a jelzés csupán a megfogalmazás eredetét és a szerzői jogokat jelzi, nem szolgál a cikkben szereplő információk forrásmegjelöléseként.